# Pallanuoto ai campionati mondiali di nuoto 2001 - Torneo maschile
La IX edizione del campionato mondiale di pallanuoto si è disputata dal 19 al 29 luglio 2001, nel corso dei noni Mondiali FINA, i primi organizzati in Asia, a Fukuoka (Giappone).
Hanno partecipato al torneo 16 nazionali, che si sono affrontate secondo la stessa formula della precedente edizione.
La Spagna ha sconfitto in finale la Jugoslavia, confermandosi campione del mondo per la seconda edizione consecutiva. La Russia ha conquistando il bronzo superando l'Italia.

## Squadre partecipanti
GRUPPO A
- Brasile
- Italia
- Jugoslavia
- Slovacchia

GRUPPO B
- Germania
- Grecia
- Kazakistan
- Ungheria

GRUPPO C
- Canada
- Paesi Bassi
- Russia
- Stati Uniti

GRUPPO D
- Australia
- Croazia
- Giappone
- Spagna

## Prima Fase

### Gruppo A
|    | Squadra    | Pt | G | V | P | S | GF | GS | Diff |
| -- | ---------- | -- | - | - | - | - | -- | -- | ---- |
| 1. | Italia     | 5  | 3 | 2 | 1 | 0 | 20 | 9  | +11  |
| 2. | Jugoslavia | 5  | 3 | 2 | 1 | 0 | 23 | 14 | +9   |
| 3. | Slovacchia | 2  | 3 | 1 | 0 | 2 | 19 | 23 | –4   |
| 4. | Brasile    | 0  | 3 | 0 | 0 | 3 | 11 | 27 | –16  |

| Data     | Ora   | Gara       | Gara   | Gara       |
| -------- | ----- | ---------- | ------ | ---------- |
| 19-07-01 | 09:00 | Jugoslavia | 7 - 6  | Slovacchia |
| 19-07-01 | 15:00 | Italia     | 6 - 1  | Brasile    |
| 21-07-01 | 12:00 | Italia     | 3 - 3  | Jugoslavia |
| 21-07-01 | 18:00 | Slovacchia | 8 - 5  | Brasile    |
| 22-07-01 | 09:00 | Jugoslavia | 13 - 5 | Brasile    |
| 22-07-01 | 13:30 | Italia     | 11 - 5 | Slovacchia |

### Gruppo B
|    | Squadra    | Pt | G | V | P | S | GF | GS | Diff |
| -- | ---------- | -- | - | - | - | - | -- | -- | ---- |
| 1. | Ungheria   | 6  | 3 | 3 | 0 | 0 | 32 | 20 | +12  |
| 2. | Grecia     | 2  | 3 | 1 | 0 | 2 | 23 | 24 | –1   |
| 3. | Kazakistan | 2  | 3 | 1 | 0 | 2 | 13 | 16 | –3   |
| 4. | Germania   | 2  | 3 | 1 | 0 | 2 | 20 | 28 | –8   |

| Data     | Ora   | Gara       | Gara    | Gara       |
| -------- | ----- | ---------- | ------- | ---------- |
| 19-07-01 | 10:30 | Germania   | 9 - 8   | Grecia     |
| 19-07-01 | 18:00 | Ungheria   | 7 - 3   | Kazakistan |
| 21-07-01 | 15:00 | Ungheria   | 11 - 10 | Grecia     |
| 21-07-01 | 19:30 | Kazakistan | 6 - 4   | Germania   |
| 22-07-01 | 10:30 | Grecia     | 5 - 4   | Kazakistan |
| 22-07-01 | 16:30 | Ungheria   | 14 - 7  | Germania   |

### Gruppo C
|    | Squadra     | Pt | G | V | P | S | GF | GS | Diff |
| -- | ----------- | -- | - | - | - | - | -- | -- | ---- |
| 1. | Russia      | 6  | 3 | 3 | 0 | 0 | 33 | 22 | +11  |
| 2. | Paesi Bassi | 4  | 3 | 2 | 0 | 1 | 23 | 18 | +5   |
| 3. | Stati Uniti | 2  | 3 | 1 | 0 | 2 | 20 | 19 | +1   |
| 4. | Canada      | 0  | 3 | 0 | 0 | 3 | 13 | 30 | –17  |

| Data     | Ora   | Gara        | Gara   | Gara        |
| -------- | ----- | ----------- | ------ | ----------- |
| 19-07-01 | 12:00 | Russia      | 10 - 9 | Stati Uniti |
| 19-07-01 | 16:30 | Paesi Bassi | 10 - 4 | Canada      |
| 21-07-01 | 09:00 | Stati Uniti | 6 - 3  | Canada      |
| 21-07-01 | 16:30 | Russia      | 9 - 7  | Paesi Bassi |
| 22-07-01 | 12:00 | Russia      | 14 - 6 | Canada      |
| 22-07-01 | 18:00 | Paesi Bassi | 6 - 5  | Stati Uniti |

### Gruppo D
|    | Squadra   | Pt | G | V | P | S | GF | GS | Diff |
| -- | --------- | -- | - | - | - | - | -- | -- | ---- |
| 1. | Spagna    | 6  | 3 | 3 | 0 | 0 | 26 | 6  | +20  |
| 2. | Croazia   | 4  | 3 | 2 | 0 | 1 | 20 | 14 | +6   |
| 3. | Australia | 2  | 3 | 1 | 0 | 2 | 13 | 21 | –8   |
| 4. | Giappone  | 0  | 3 | 0 | 0 | 3 | 8  | 26 | –18  |

| Data     | Ora   | Gara      | Gara   | Gara      |
| -------- | ----- | --------- | ------ | --------- |
| 19-07-01 | 13:30 | Croazia   | 8 - 2  | Giappone  |
| 19-07-01 | 19:30 | Spagna    | 8 - 1  | Australia |
| 21-07-01 | 10:30 | Croazia   | 8 - 6  | Australia |
| 21-07-01 | 13:30 | Spagna    | 12 - 1 | Giappone  |
| 22-07-01 | 15:00 | Australia | 6 - 5  | Giappone  |
| 22-07-01 | 19:30 | Spagna    | 6 - 4  | Croazia   |

## Seconda Fase

### Gruppo E
|    | Squadra    | Pt | G | V | P | S | GF | GS | Diff |
| -- | ---------- | -- | - | - | - | - | -- | -- | ---- |
| 1. | Jugoslavia | 9  | 5 | 4 | 1 | 0 | 38 | 25 | +13  |
| 2. | Italia     | 7  | 5 | 3 | 1 | 1 | 37 | 21 | +16  |
| 3. | Ungheria   | 6  | 5 | 3 | 0 | 2 | 36 | 32 | +4   |
| 4. | Grecia     | 6  | 5 | 3 | 0 | 2 | 30 | 28 | +2   |
| 5. | Kazakistan | 2  | 5 | 1 | 0 | 4 | 26 | 48 | –22  |
| 6. | Slovacchia | 0  | 5 | 0 | 0 | 5 | 28 | 41 | –13  |

| Data     | Ora   | Gara       | Gara   | Gara       |
| -------- | ----- | ---------- | ------ | ---------- |
| 24-07-01 | 12:00 | Italia     | 13 - 3 | Kazakistan |
| 24-07-01 | 15:00 | Ungheria   | 9 - 8  | Slovacchia |
| 24-07-01 | 18:00 | Jugoslavia | 4 - 3  | Grecia     |
| 25-07-01 | 12:00 | Jugoslavia | 8 - 7  | Ungheria   |
| 25-07-01 | 15:00 | Kazakistan | 10 - 7 | Slovacchia |
| 25-07-01 | 18:00 | Grecia     | 8 - 7  | Italia     |
| 26-07-01 | 12:00 | Grecia     | 4 - 2  | Slovacchia |
| 26-07-01 | 15:00 | Jugoslavia | 16 - 6 | Kazakistan |
| 26-07-01 | 18:00 | Italia     | 3 - 2  | Ungheria   |

### Gruppo F
|    | Squadra     | Pt | G | V | P | S | GF | GS | Diff |
| -- | ----------- | -- | - | - | - | - | -- | -- | ---- |
| 1. | Spagna      | 10 | 5 | 5 | 0 | 0 | 43 | 22 | +21  |
| 2. | Russia      | 8  | 5 | 4 | 0 | 1 | 43 | 35 | +8   |
| 3. | Croazia     | 6  | 5 | 3 | 0 | 2 | 42 | 28 | +14  |
| 4. | Stati Uniti | 2  | 5 | 1 | 0 | 4 | 29 | 42 | –13  |
| 5. | Australia   | 2  | 5 | 1 | 0 | 4 | 21 | 35 | –14  |
| 6. | Paesi Bassi | 2  | 5 | 1 | 0 | 4 | 26 | 42 | –16  |

| Data     | Ora   | Gara        | Gara   | Gara        |
| -------- | ----- | ----------- | ------ | ----------- |
| 24-07-01 | 13:30 | Russia      | 7 - 4  | Australia   |
| 24-07-01 | 16:30 | Spagna      | 10 - 4 | Stati Uniti |
| 24-07-01 | 19:00 | Croazia     | 12 - 3 | Paesi Bassi |
| 25-07-01 | 13:30 | Spagna      | 10 - 5 | Paesi Bassi |
| 25-07-01 | 16:30 | Stati Uniti | 6 - 5  | Australia   |
| 25-07-01 | 19:30 | Russia      | 8 - 7  | Croazia     |
| 26-07-01 | 13:30 | Croazia     | 11 - 5 | Stati Uniti |
| 26-07-01 | 16:30 | Australia   | 6 - 5  | Paesi Bassi |
| 26-07-01 | 19:30 | Spagna      | 9 - 8  | Russia      |

## Fase Finale

### Gruppo 13º - 16º posto
|     | Squadra  | Pt | G | V | P | S | GF | GS | Diff |
| --- | -------- | -- | - | - | - | - | -- | -- | ---- |
| 13. | Brasile  | 5  | 3 | 2 | 1 | 0 | 28 | 14 | +14  |
| 14. | Germania | 4  | 3 | 1 | 2 | 0 | 21 | 17 | +4   |
| 15. | Canada   | 3  | 3 | 1 | 1 | 1 | 21 | 25 | -5   |
| 16. | Giappone | 0  | 3 | 0 | 0 | 3 | 21 | 35 | -14  |

| Data     | Ora   | Gara     | Gara   | Gara     |
| -------- | ----- | -------- | ------ | -------- |
| 24-07-01 | 09:00 | Germania | 6 - 6  | Canada   |
| 24-07-01 | 10:30 | Brasile  | 13 - 6 | Giappone |
| 25-07-01 | 09:00 | Brasile  | 5 - 5  | Germania |
| 25-07-01 | 10:30 | Canada   | 12 - 9 | Giappone |
| 26-07-01 | 09:00 | Germania | 10 - 6 | Giappone |
| 26-07-01 | 10:30 | Brasile  | 10 - 3 | Canada   |

### Semifinali

#### 1º - 4º posto
| Arbitri: | Illiadis (GRE) Chaney (USA) |

|            |           |                   |
| 2: Ballart | Marcatori | 1: Angelini, Rath |

| Arbitri: | Margeta (SLO) Juhász (HUN) |

|                |           |                      |
| 3: Vujasinović | Marcatori | 2: Zinnurov, Gorškov |

#### 5º - 8º posto
| Fukuoka 28 luglio 2001, ore 12:00                          | Croazia   | 11 – 12 (5-4, 3-2, 2-2, 1-4) | Grecia | Fukuoka Prefectural Pool |
| \| \| \| \| \| 3: Barać \| Marcatori \| 3: Mazis, Luzis \| |           |                              |        |                          |
|                                                            |           |                              |        |                          |
| 3: Barać                                                   | Marcatori | 3: Mazis, Luzis              |        |                          |

| Arbitri: | Klooper (NED) Keman (AHO) |

|            |           |            |
| 3: Benedek | Marcatori | 2: Azevedo |

#### 9º - 12º posto
| Fukuoka 28 luglio 2001, ore 09:00                            | Australia | 7 – 6 (2-1, 1-1, 2-2, 2-2) | Slovacchia | Fukuoka Prefectural Pool |
| \| \| \| \| \| 3: Thomas \| Marcatori \| 2: Nizny, Mravik \| |           |                            |            |                          |
|                                                              |           |                            |            |                          |
| 3: Thomas                                                    | Marcatori | 2: Nizny, Mravik           |            |                          |

| Fukuoka 28 luglio 2001, ore 10:30                             | Kazakistan | 5 – 9 (1-2, 1-2, 2-3, 1-2) | Paesi Bassi | Fukuoka Prefectural Pool |
| \| \| \| \| \| 2: Smolovyi \| Marcatori \| 3: Van der Meer \| |            |                            |             |                          |
|                                                               |            |                            |             |                          |
| 2: Smolovyi                                                   | Marcatori  | 3: Van der Meer            |             |                          |

### Finali
- 11º posto

| Fukuoka 29 luglio 2001, ore 09:00                               | Slovacchia | 12 – 6 (5-1, 3-0, 1-4, 3-1) | Kazakistan | Fukuoka Prefectural Pool |
| \| \| \| \| \| 3: Gyurcsi, Baco \| Marcatori \| 3: Zhilyayev \| |            |                             |            |                          |
|                                                                 |            |                             |            |                          |
| 3: Gyurcsi, Baco                                                | Marcatori  | 3: Zhilyayev                |            |                          |

- 9º posto

| Fukuoka 29 luglio 2001, ore 10:30                     | Australia | 3 – 8 (2-3, 0-2, 0-2, 1-1) | Paesi Bassi | Fukuoka Prefectural Pool |
| \| \| \| \| \| 2: Whalan \| Marcatori \| 3: Kramer \| |           |                            |             |                          |
|                                                       |           |                            |             |                          |
| 2: Whalan                                             | Marcatori | 3: Kramer                  |             |                          |

- 7º posto

| Fukuoka 29 luglio 2001, ore 12:00                              | Croazia   | 9 – 10 (3-3, 2-2, 2-2, 2-3) | Stati Uniti | Fukuoka Prefectural Pool |
| \| \| \| \| \| 3: Đogaš \| Marcatori \| 3: Bailey, Beaubien \| |           |                             |             |                          |
|                                                                |           |                             |             |                          |
| 3: Đogaš                                                       | Marcatori | 3: Bailey, Beaubien         |             |                          |

- 5º posto

| Arbitri: | Fernández (ESP) Rajević (YUG) |

|                    |           |          |
| 2: Chatzitheodorou | Marcatori | 3: Kásás |

- 3º posto

| Fukuoka 29 luglio 2001, ore 15:00                                 | Italia    | 6 – 7 (1-2, 3-1, 0-1, 2-3) | Russia | Fukuoka Prefectural Pool |
| \| \| \| \| \| 2: Gorškov, Tchomakidze \| Marcatori \| 3: Rath \| |           |                            |        |                          |
|                                                                   |           |                            |        |                          |
| 2: Gorškov, Tchomakidze                                           | Marcatori | 3: Rath                    |        |                          |

- 1º posto

| Arbitri: | Tulga (TUR) Clara (ITA) |

|              |           |                          |
| 3: Hernández | Marcatori | 1: Uskoković, Ikodinović |

## Classifica Finale
| Pos.    | Squadra     |
| ------- | ----------- |
| Oro     | Spagna      |
| Argento | Jugoslavia  |
| Bronzo  | Russia      |
| 4       | Italia      |
| 5       | Ungheria    |
| 6       | Grecia      |
| 7       | Stati Uniti |
| 8       | Croazia     |
| 9       | Paesi Bassi |
| 10      | Australia   |
| 11      | Slovacchia  |
| 12      | Kazakistan  |
| 13      | Brasile     |
| 14      | Germania    |
| 15      | Canada      |
| 16      | Giappone    |